# Weisshorn (szczyt)
Weisshorn – szczyt w Alpach Pennińskich w masywie Weisshorn. Jego wysokość wynosi 4505 metrów n.p.m.  Leży w Szwajcarii, w kantonie Valais. Położony jest między dolinami Mattertal na wschodzie i Val de Zinal na zachodzie, na północ od Matterhornu. U jego podnóża leżą miejscowości Randa i Täsch. Zbocza Weisshornu przykrywają lodowce: Turtmanngletscher i Brunegggletscher na północy oraz Glacier de Moming na zachodzie. Po szczycie Dom Weisshorn jest drugim co do wysokości szczytem, który nie leży w głównej grani Alp Pennińskich. Szczyt można zdobyć ze schronisk: Weisshornhütte (2932 m), Cabane de Tracuit (3256 m), Schalijoch Biwak (3765 m) oraz Cabane d'Arpitetta (2786 m). Deniwelacja grani wschodniej góry wynosi 1500 metrów.
Pierwszego wejścia dokonali John Tyndall, Ulrich Wenger i J.J. Bennen w 1861 r.